# Route nationale 508
Die N508 war von 1933 bis 2006 eine französische Nationalstraße, die bis 1973 in zwei Teilen zwischen Bellegarde-sur-Valserine und Ugine verlief. Ihre Gesamtlänge betrug 72,5 Kilometer. Sie ist eine der wenigen 1933 festgelegten Nationalstraßen, die über 1973 hinaus Bestand hatte. 1978 übernahm sie den Abschnitt der N92, der sie teilte.

## N508a
Die N508A war von 1933 bis 1973 ein Seitenast der N508, der südlich von Bellegarde-sur-Valserine in der Nähe der heutigen Abfahrt 11 der A40 abzweigte und nach Vulbens verlief. Ihre Länge betrug 13 Kilometer.

## N508b
Die N508B war von 1933 bis 1973 ein Seitenast der N508, der in Chaumontet abzweigte und zur N201 nördlich von Annecy verlief. Ihre Länge betrug 7 Kilometer.

## N1508
Die N1508 war ein Seitenast der N508, der als Westumgehung von Annecy von 1974 bis 2006 Teil der französischen Nationalstraßen war. Vervollständigt wurde er 1999. Er hatte auch Verbindung zur ehemaligen N508B. Heute trägt er die Nummer D3508.